# Emil Schnell
Pour les articles homonymes, voir Schnell.
Emil Schnell, né le 10 novembre 1953 à Packebusch, est un homme politique est-allemand, membre du SPD-Est. Député à la Chambre du peuple, il est en 1990, ministre des Postes et des Télécommunications dans le cabinet de Maizière, au sein du gouvernement de la RDA. Il est également député au Bundestag entre 1990 et 2002.